# جون بلاك (سياسي أمريكي، مواليد 1800)
جون بلاك (بالإنجليزية: John Black)‏ هو قاضي ومحامي وسياسي أمريكي، ولد في 11 أغسطس 1800 في ماساتشوستس في الولايات المتحدة، وتوفي في 29 أغسطس 1854 في وينشستر في الولايات المتحدة. نشط حزبياً في حزب اليمين والحزب الديمقراطي. وقد انتخب عضو مجلس الشيوخ الأمريكي (12 نوفمبر 1832 – 22 يناير 1838).